# Ngọt đắng cuộc đời (phim 2005)
Ngọt đắng cuộc đời (Hangul: 달콤한 인생; tiếng Anh: A Bittersweet Life) là một bộ phim hành động của điện ảnh Hàn Quốc, ra mắt năm 2005, được đạo diễn và biên kịch bởi Kim Jee-woon. Phim có sự tham gia diễn xuất của ngôi sao Lee Byung-hun trong vai nhân vật chính Sun-woo, tay sai trung thành của ông chủ Kang. Vào một ngày, anh được Kang giao nhiệm vụ theo dõi người tình của ông ta là Hee-soo. Chỉ vì tha mạng cho người đàn ông đang lén lút hẹn hò với Hee-soo mà Sun-woo bị Kang truy sát. Sau khi vất vả thoát khỏi bàn tay của ông trùm, Sun-woo quyết định quay lại trả thù cả băng đảng.
Phim chính thức trình chiếu tại 265 rạp phim ở Hàn Quốc vào ngày 1 tháng 4 năm 2005. Ngọt đắng cuộc đời đã thu hút 1,112,950 lượt khán giả tới rạp trên toàn quốc. Tác phẩm cũng được công chiếu tại Liên hoan phim Cannes 2005. Bản dựng đạo diễn có thời lượng dài hơn 30 giây so với phiên bản chiếu rạp của phim với vài cảnh quay, đoạn nhạc được sắp xếp lại và một số cảnh bổ sung, cũng được phát hành ngay sau đó. Ngọt đắng cuộc đời có một phiên bản làm lại không chính thức do Ấn Độ sản xuất năm 2017 mang tên Awarapan.

## Nội dung
Kim Sun-woo (Lee Byung-hun) là tay chân thân cận của ông trùm Kang (Kim Yeong-cheol). Cả Kang và Sun-woo đều đang cố tìm cách giải quyết xích mích với Baek Dae-sik (Hwang Jung-min), con trai của tên trùm băng nhóm đối thủ, khi trước đó Sun-woo đã đánh người của Baek vì chúng cố tình gây rối tại hộp đêm nơi anh quản lý. Trước khi lên đường đi công tác, Kang yêu cầu Sun-woo để mắt tới người tình của ông ta là Yoon Hee-soo (Shin Min-ah) do nghi ngờ cô đang lén lút có quan hệ tình cảm với một gã trai khác.
Khi thực hiện nhiệm vụ của mình, Sun-woo hộ tống Hee-soo tới một buổi biểu diễn âm nhạc. Tại đây, vẻ đẹp của Hee-soo đã khiến anh suy ngẫm về cuộc sống nhàm chán, trống rỗng của bản thân. Tối đó, Sun-woo phát hiện Hee-soo và tình nhân đang lén lút hẹn hò. Anh cho gã tình nhân một trận đòn nhừ tử và định gọi điện báo ngay cho ông chủ nhưng rồi lại mủi lòng, phóng thích gã tình nhân với điều kiện gã không được gặp lại Hee-soo nữa. Cũng chính vì điều này mà Hee-soo trở nên căm ghét Sun-woo.
Sau đó, một gã đồng nghiệp sắp đặt để Sun-woo và người của Baek hòa giải xung đột nhưng anh từ chối. Khi uống say và đang nằm nghỉ ngơi trong căn hộ của mình, Sun-woo bị người của Baek bất ngờ bắt cóc. Ngay lúc đám người chuẩn bị hành quyết Sun-woo thì Kang gọi điện đến yêu cầu chúng dừng tay. Ông trùm lúc này đã biết về chuyện của Hee-soo, hỏi Sun-woo về lý do anh nương tay nhưng anh không trả lời. Kang ra lệnh cho người của mình tra tấn Sun-woo rồi cho anh một cơ hội để sửa chữa sai lầm. Sun-woo khước từ lời đề nghị của Kang, vùng lên chạy thoát và quyết tâm sẽ quay lại trả thù.
Sun-woo gửi tặng Hee-soo một món quà, sau đó đi tìm mua một khẩu súng. Cuộc giao dịch không thành công khiến anh phải giết cả nhóm buôn vũ khí và cướp súng của chúng. Tiếp đó, Sun-woo hẹn gặp Baek Dae-sik tại một sân trượt băng, anh đoạt mạng tên này nhưng đồng thời cũng bị thương nặng.
Không chùn bước, Sun-woo tới hộp đêm nơi Kang đang gặp đối tác. Đối mặt với ông chủ, Sun-woo hỏi ông ta tại sao lại đối xử tệ bạc với anh mặc dù anh đã trung thành suốt nhiều năm. Không nhận được câu trả lời, Sun-woo bắn chết Kang. Ngay sau đó, người của Baek ập tới hộp đêm truy lùng Sun-woo, cuộc hỗn chiến giữa các phe bắt đầu và Sun-woo là người duy nhất sống sót. Mất máu quá nhiều, Sun-woo ngồi trầm ngâm nhớ về khúc nhạc mà Hee-soo từng trình diễn. Ngay lúc này, gã em trai của tên buôn lậu súng tới kết liễu Sun-woo, trả thù cho người anh.

## Diễn viên
- Lee Byung-hun trong vai Kim Sun-woo
- Kim Yeong-cheol trong vai ông chủ Kang
- Shin Min-ah trong vai Yoon Hee-soo
- Hwang Jung-min trong vai Baek Dae-sik
- Kim Roi-ha trong vai Mun Suk
- Jin Goo trong vai Min-gi
- Lee Ki-young trong vai Oh Mu-sung
- Oh Dal-su trong vai Myung-goo
- Kim Hae-gon trong vai Tae-woong
- Eric Mun trong vai Tae-goo
- Jeon Gook-hwan trong vai ông trùm Baek
- Kim Han trong vai Se-yoon
- Kim Sung-oh trong vai thuộc hạ của Oh Mu-sung
- Jung Yu-mi trong vai Mi-ae

## Nhạc phim
Album nhạc phim của Ngọt đắng cuộc đời được phát hành vào ngày 7 tháng 4 năm 2005.
| A Bittersweet Life OST track listing | A Bittersweet Life OST track listing | A Bittersweet Life OST track listing | A Bittersweet Life OST track listing |
| STT                                  | Nhan đề                              | Ca sĩ                                | Thời lượng                           |
| ------------------------------------ | ------------------------------------ | ------------------------------------ | ------------------------------------ |
| 1.                                   | "Dialogue #1"                        |                                      | 0:27                                 |
| 2.                                   | "My Sad Night"                       |                                      | 4:00                                 |
| 3.                                   | "Irreversible Time"                  |                                      | 2:14                                 |
| 4.                                   | "Dialogue #2"                        |                                      | 0:04                                 |
| 5.                                   | "Romance"                            | Yuhki Kuramoto                       | 5:00                                 |
| 6.                                   | "Red Lounge"                         | Dalparan                             | 4:26                                 |
| 7.                                   | "Long Journey"                       |                                      | 2:33                                 |
| 8.                                   | "Red Ice Rink"                       | Dalparan                             | 3:05                                 |
| 9.                                   | "A Bittersweet Life II"              | Dalparan                             | 3:09                                 |
| 10.                                  | "A Bittersweet Life"                 | Dalparan                             | 2:33                                 |
| 11.                                  | "Escape"                             | Dalparan                             | 6:02                                 |
| 12.                                  | "Fairness"                           |                                      | 2:58                                 |
| 13.                                  | "Dark Room"                          | Dalparan                             | 3:09                                 |
| 14.                                  | "Follow"                             | Dalparan                             | 2:25                                 |
| 15.                                  | "Etude in E Minor"                   |                                      | 1:55                                 |
| 16.                                  | "Dialogue #3"                        |                                      | 0:20                                 |
| 17.                                  | "Sky Lounge"                         |                                      | 4:18                                 |
| 18.                                  | "Irreversible Time (Quartet)"        |                                      | 2:09                                 |
| 19.                                  | "A Bittersweet Life III"             | Yang Pa                              | 5:39                                 |
| 20.                                  | "A Honeyed Question"                 | Hwang Jung-min                       | 4:27                                 |

## Đón nhận, đánh giá
Tác phẩm không tham gia tranh giải nhưng vẫn được trình chiếu tại Liên hoan phim Cannes 2005. Vào thời điểm ra mắt, với con số 3.2 triệu USD, Ngọt đắng cuộc đời trở thành phim Hàn Quốc có giá bản quyền cao nhất tại Nhật Bản.
Ngọt đắng cuộc đời được giới phê bình đón nhận rất tích cực, với các mô tả chung như "có hệ thống, thực chất, được dàn dựng đẹp mắt và chân thực mới mẻ." Derek Elley của tờ Variety gọi bộ phim là "một thành công của dòng phim noir kết hợp với phong cách bạo lực đẫm máu Hàn Quốc, sẽ khiến người hâm mộ thể loại này phải ngồi yên trên ghế để thưởng thức."